# Johann Christian Gottlieb Ackermann

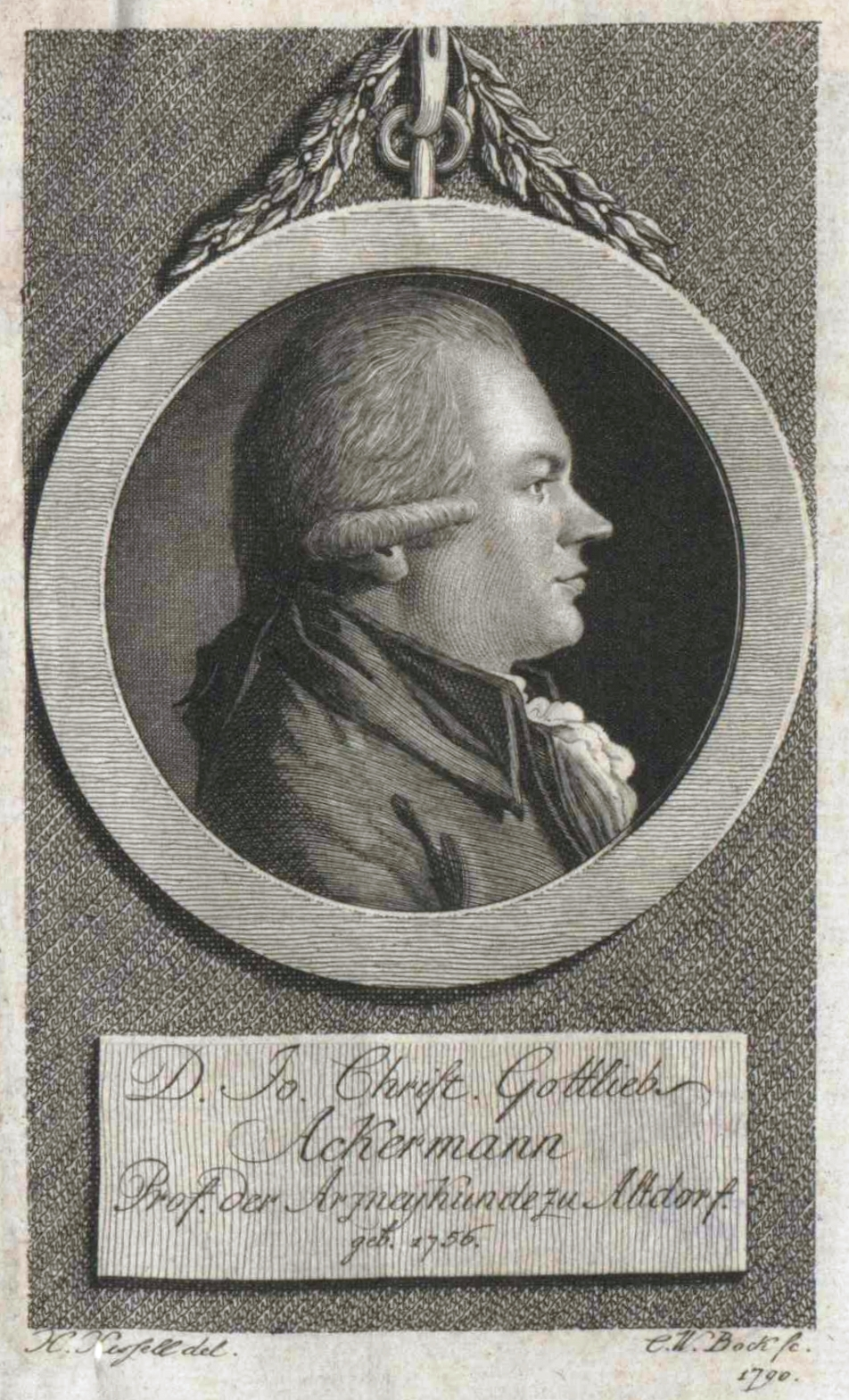
J.C.G. Ackermann (1790)

Johann Christian Gottlieb Ackermann (* 17. Februar 1756 in Zeulenroda; † 9. März 1801 in Altdorf bei Nürnberg) war ein deutscher Arzt und Herausgeber medizinischer Schriften.

## Leben
Mit nur fünfzehn Jahren besuchte Ackermann bereits die Universität Jena. Sein Lehrer war Ernst Gottfried Baldinger. Beide wechselten dann nach Göttingen, wo er neben der Medizin die klassischen Wissenschaften bei Christian Gottlob Heyne studierte. Ackermann habilitierte sich 1775 zum Privatdozent der medizinischen Fakultät der Universität Halle, wo er zwei Jahre zubrachte.
Im Anschluss kehrte er nach Zeulenroda zurück, um als Arzt zu praktizieren. 1780 wurde er Mitglied der Deutschen Akademie der Naturforscher Leopoldina. 1786 folgte er dem Ruf an die Universität Altdorf, wo er eine Professur für Chemie erhielt. 1794 nahm er den Lehrstuhl für Angewandte Medizin an und bekleidete gleichzeitig die Stelle als Direktor des Armenkrankenhauses. Ackermann starb im Alter von 45 Jahren an Tuberkulose.
Der Schwerpunkt von Ackermanns wissenschaftlicher Arbeit lag im Studium und in der Herausgabe historischer medizinischer Schriften. Er sammelte seltene Werke und übersetzte fremdsprachige Literatur ins Deutsche.

## Schriften

### Eigene Schriften
- De Trismo commentatio medica. Göttingen 1775 (Digitalisat)
  - Abhandlung über die Kenntniß und Heilung des Trismus oder des Kinnbakkenzwanges und dessen verschiedenen Arten nebst einer Geschichte der damit verbundenen Krankheiten und den Aussichten sie zu heilen. Nürnberg 1778 (Digitalisat)
- De dysenteriae antiquitatibus. Halle 1775; Leipzig 1777
- Ueber die Krankheiten der Gelehrten und die leichteste und sicherste Art sie abzuhalten und zu heilen. Nürnberg 1777 (Digitalisat)
- Quinti Sereni Samonici. De medicina praecepta saluberrima. Leipzig 1786 (Digitalisat)
- De Antonio Musa Octaviani Augusti medico et libris qui illi adscribuntur. Altorf 1786 (Digitalisat)
- Parabilium Medicamentorum Scriptores Antiqui Sexti Placiti Papyriensis De Medicamentis Ex Animalibus Liber Lucii Apuleii De Medicaminibus Herbarum Liber / Ex Recensione Et Cum Notis Ioannis Christiani Gottlieb Ackermann M. D. Et Prof. Altorf. Nürnberg 1788 (Digitalisat) (Digitalisat)
- Regimen Sanitatis Salerni Sive Scholae Salernitanae De Conservanda Bona Valetudine Praecepta. Stendal 1790 (Digitalisat)
- Beyträge zur Geschichte der Secte der Empiriker nach den Zeiten des Galenus. In: Philipp Ludwig Wittwer: Archiv für Geschichte der Arzneykunde in ihrem ganzen Umfange. Nürnberg 1790, S. 3–47 (Digitalisat)
- Hippokrates Buch aus der Elfenbeinernen Kapsel. Divi Hippocratis de capsula eburnea aphorismi. In: Philipp Ludwig Wittwer: Archiv für Geschichte der Arzneykunde in ihrem ganzen Umfange. Nürnberg 1790, S. 48–55  (Digitalisat)
- Institutiones historiae medicinae. Nürnberg 1792 (Digitalisat)
- Institutiones therapiae generalis. Altdorf, Nürnberg 1794 (Digitalisat)
- Bemerkungen über die Kenntnis und Kur einiger Krankheiten. 1794–1800.
- Handbuch der Kriegsarzneykunde. Leipzig 1795 Band 1, Band 2
- Hand und Hülfsbuch für Feldwundärtzte. Leipzig 1797 Band 1, Band 2
- Opuscula ad medicinae historiam pertinentia. Nürnberg 1797 (Digitalisat)
- Pathologisch-praktische Abhandlung über die Blähungen. Altdorf, Nürnberg 1800 (Digitalisat)
- Polizeylich-medizinische Miszellen. Posen, Leipzig 1806 (Digitalisat)

### Mitwirkung als Herausgeber / Übersetzer
- Georg Cleghorn: Beobachtungen über die epidemischen Krankheiten die vom Jahr 1744 bis 1749 in Minorca geherrschet : Nebst einer Einleitung, welche eine kurze Nachricht von dem Clima, den Landesproducten, den Einwohnern, und von den auf der Insel herrschenden endemischen Krankheiten enthält. Gotha 1776 (Digitalisat)
- Imanuel Jakob van den Bosch (1731–1788): Historia constitutionis Epidemicae Verminosae: quae annis 1760, 1761, 1762 et initio anni 1763 … grassata fuit. Nürnberg 1779 (Digitalisat)
- Bernardino Ramazzini: Abhandlung von den Krankheiten der Künstler und Handwerker. Stendal 1780–1783 Band 1 (1780); Band 2 (1783)
- Samuel Auguste Tissot: Abhandlung über die Nerven und deren Krankheiten. Frankfurt, Leipzig 1782–1784. Band 1, Teil 1 (1782); Band 1, Teil 2 (1782); Band 2, Teil 1 (1782); Band 2, Teil 2 (1782); Band 3, Teil 1 (1784); Band 3, Teil 2 (1784)
- Thomas Arnold: Beobachtungen über Natur, Arten, Ursachen und Verhütung des Wahnsinns oder der Tollheit. Leipzig 1784–1788 Teil 1 (1784); Teil 2 (1788)
- Thomas Bond: Vertheidigung der Einpfropfung der Pocken und Geschichte ihres glücklichen Erfolgs in Philadelphia. Altdorf, Nürnberg 1787 (Digitalisat)
- Hieronymus David Gaub: Institutiones Pathologiae Medicinalis. Nürnberg 1787 (Digitalisat)
- Regimen sanitatis Salerni sive Scholae Salernitanae De conservanda bona valetudine praecepta, praemissa. Studii medici Salernitani historia. Stendal 1790 (Digitalisat)
- Johann Christian Döltz: Neue Versuche und Erfahrungen über einige Pflanzengifte. Nürnberg 1792 (Digitalisat)
- Heinrich Felix Paulizky: Anleitung für Landleute zu einer vernünftigen Gesundheitspflege: worinn gelehret wird wie man d. gewöhnlichsten Krankheiten durch wenig u. sichere Mittel hauptsächl. aber durch e. gutes Verhalten verhüten u. heilen kann ; e. Hausbuch für Landgeistliche, -Wundärzte u. verständige Hauswirthe zumal in Gegenden wo keine Aerzte sind. Frankfurt am Main 1799 (Digitalisat)
- Jean Baptiste Hyacinthe Lafon: Philosophie der Heilkunde oder Grundsätze der Wissenschaft und der Kunst die Gesundheit des Menschen zu erhalten und wieder herzustellen. Nürnberg 1799 (Digitalisat)